# 工船

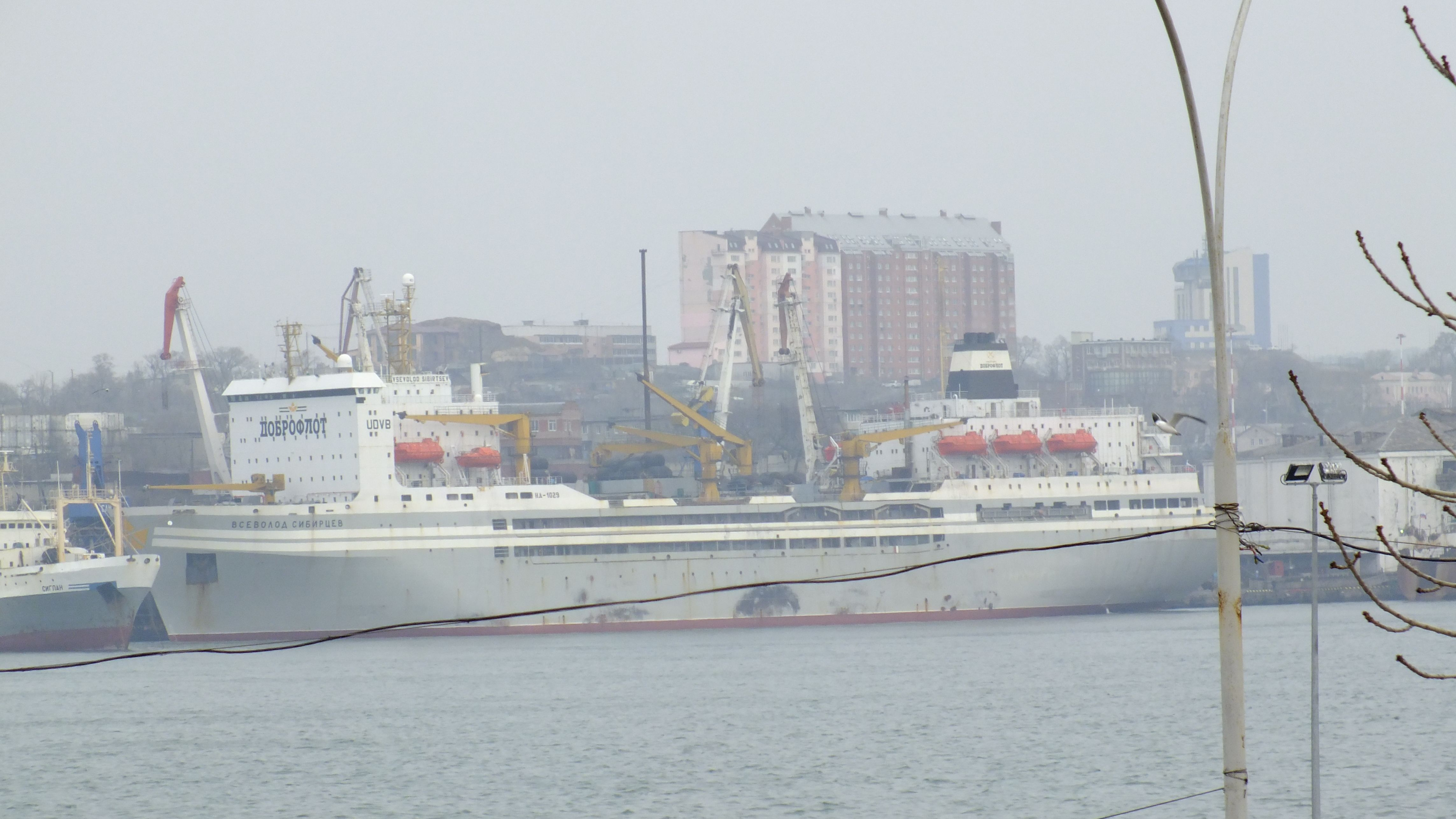
ウラジオストクに停泊しているブシェボロド・シビルツェフ

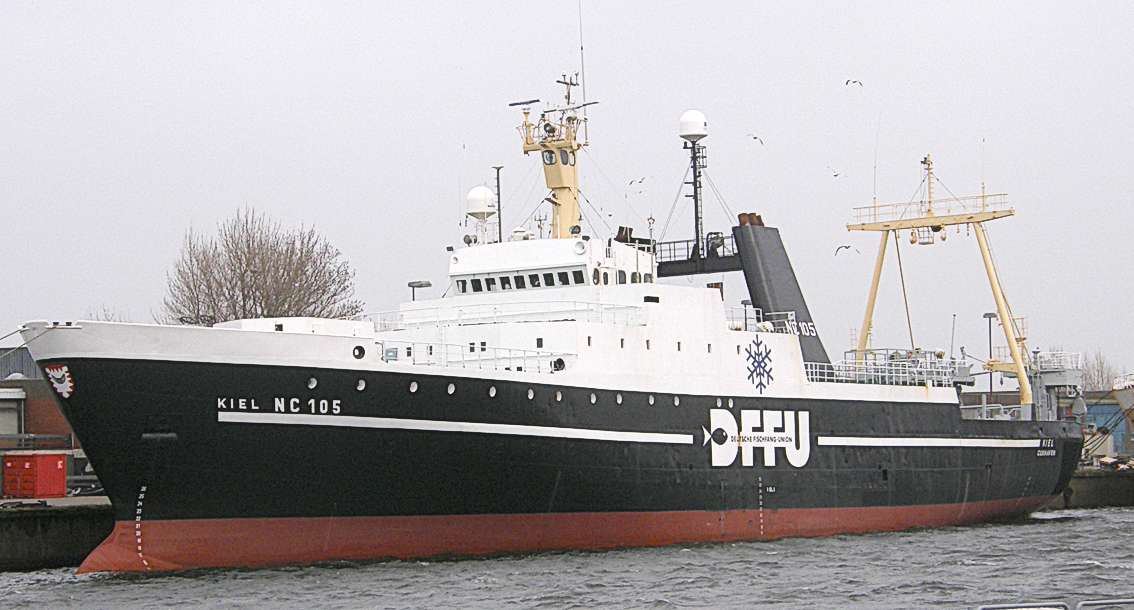
ドイツの工船キール NC 105

工船（こうせん、英: factory ship）とは、捕獲した魚やクジラを加工および冷凍するための広範な船内設備を備えた大型の外航船である。現代の工船は、以前の捕鯨船の自動化された拡大版であり、漁業への使用は劇的に増加している。一部の工船は、母船として機能するように装備されている。
ソビエト連邦とロシアでは魚缶詰洋上基地（Рыбоконсервная плавучая база）と呼ばれている。
日本で工船といえば蟹工船の知名度が高い。

## 背景
現在の工場船の起源は、初期の捕鯨船にある。この船は遠洋に航海し、船上で鯨油を処理し、鯨の死骸を捨てた。その後、捕鯨船は鯨を丸ごと利用可能な製品に変換した。このような船の効率的な運用と鯨の捕獲が、鯨の生息数を激減させることになった。
現代の工場船は、この初期の捕鯨船を自動化・大型化したものである。漁業への利用は飛躍的に伸びている。一時期、ロシア、日本、韓国が工船を中心とした巨大な漁船団を操業していたが、最近は減少傾向にある。一方、米国では工船の利用が増加している。
工船の中には、蟹工船のように母船として機能するものもある。母船の基本的な考え方は、小さな漁船を乗せ、漁獲物を持って母船に戻ることができるというものであり、日本の蟹工船の場合はカワサキ船と呼ばれた小型船を運用していた。しかし、この考え方は、船に乗らない小さな漁船の船団を支える工場用トロール船にまで広がっている。母船は、母港から遠く離れた海域で操業する船団の主力船として機能する。

## 種類
水産加工船には、冷凍トロール船、延縄工場船、巻き網冷凍船、船尾トロール船、イカジグ船、蟹工船など、さまざまな種類がある。

### 船尾トロール工船

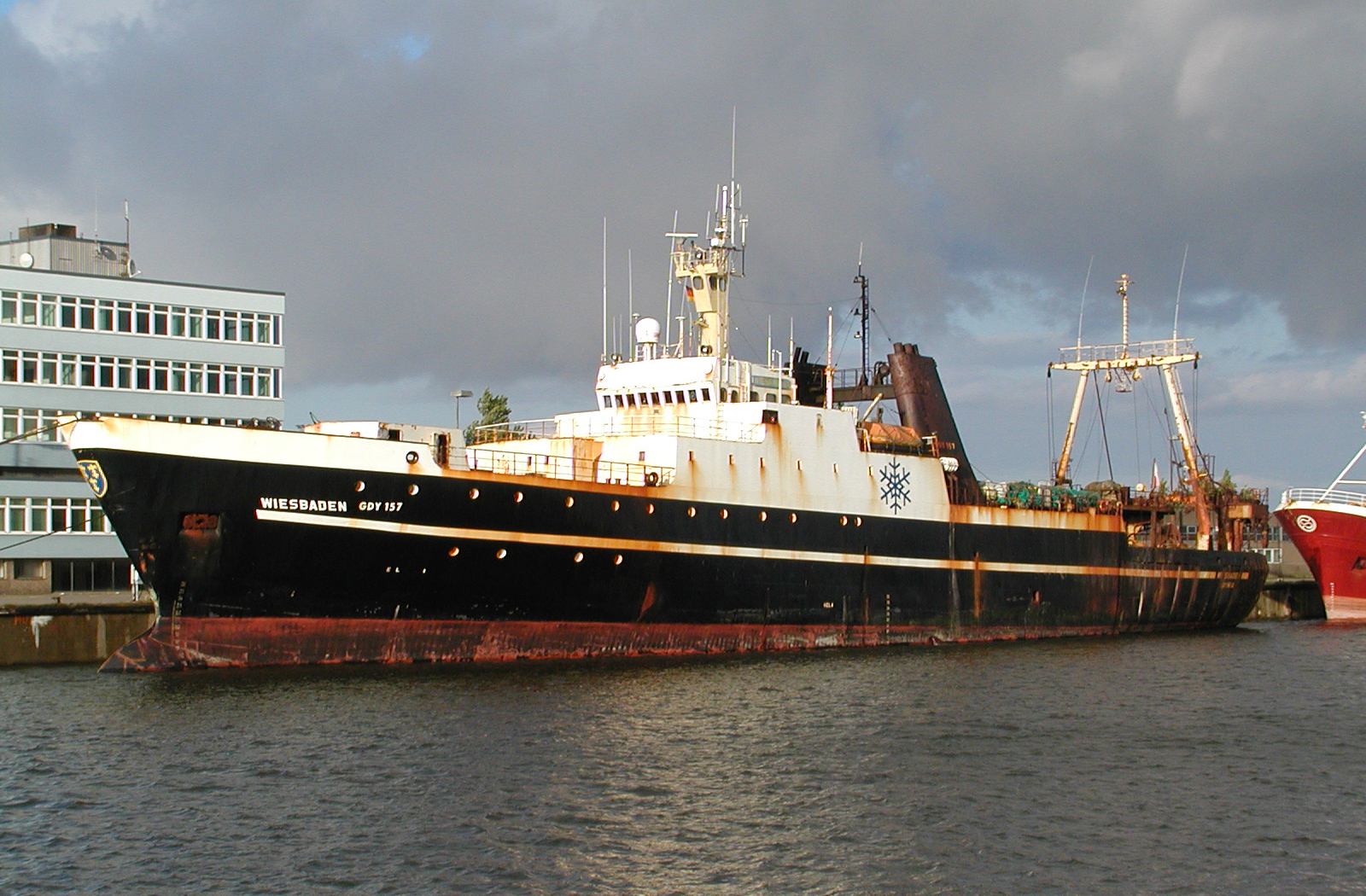
工場トロール船ヴィースバーデン

船尾型トロール船は、船内に加工設備を備え、一度に数日から数週間も海上に留まることができる大型の船。船尾型トロール船は、トロール網を曳航し、漁獲物を船尾のタラップに釣り上げる。これらは、底引き網漁（加重底引き網漁）、遠洋漁業（中層トロール漁）、またはペアトロール漁（約500m離れた2隻の船が一緒に口周900mの巨大な1つの網を引っ張る）のいずれかに分類される。

### 冷凍トロール船
冷凍トロール船は、漁獲された魚を船上で市場の要望に応じて、フィレ、ブロック、ヘッド、ガットなどの冷凍加工を行う。工場の冷凍トロール船は全長60〜70メートルで、35人以上の乗組員とともに6週間ほど海に出る。漁獲後、数時間でフィレに加工する。船内では魚粉工場で廃棄物を処理し、すべてを利用する。

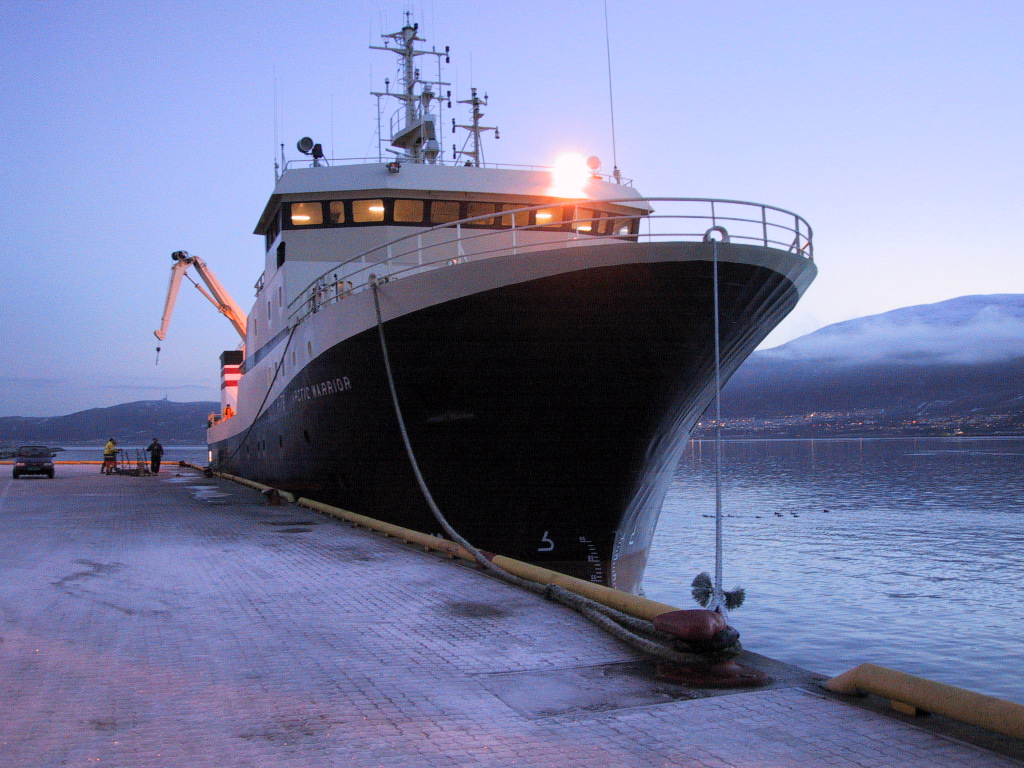
英国ハル社が運用している冷凍トロール船「アークティック・ウォリアー」
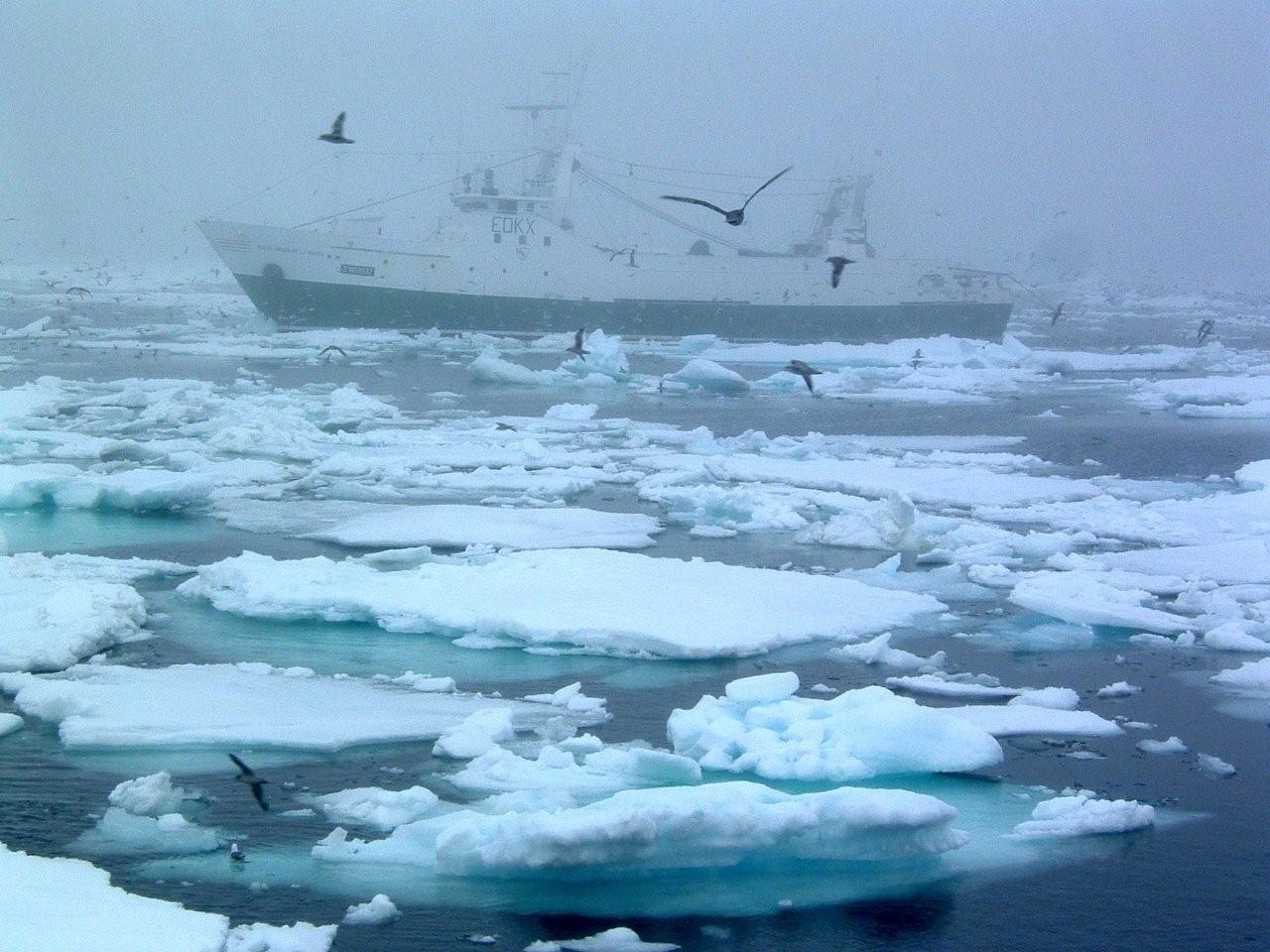
北大西洋海域のスペインのトロール船ヌエボ・ビルゲン・デ・ラ・バルカ

総トン数で世界最大の冷凍トロール船は、全長144mのAnnelies Ilena ex Atlantic Dawnである。2015年、アネリース・イレーナ号は規制違反でアイルランド海軍と海漁業保護庁に拘束された。その後、オーナーはアイルランド海域での違法漁業のため、105,000ユーロの罰金を科されました。この船は、1日に350トンの魚を処理することができ、3,000トンの燃料を積み、7,000トンの魚を冷凍保存することができる。船内ではフォークリフトを使用して荷役を行う。

### 底はえ縄工場
この自動底引き網漁船は、長い釣り糸に張られた針を使って漁を行う。釣り針には自動的に餌が付けられ、釣り糸は高速で放出される。1日に何千本もの釣り針が取り付けられ、その回収と取り付けは24時間連続作業となる。この船は1回に6週間も出航する。この船には、魚をフィレに加工する工場があり、漁獲後数時間でパックに詰めて冷凍し、市場に出すことができる。また、魚粉工場が併設されていることもある。

### まき網船

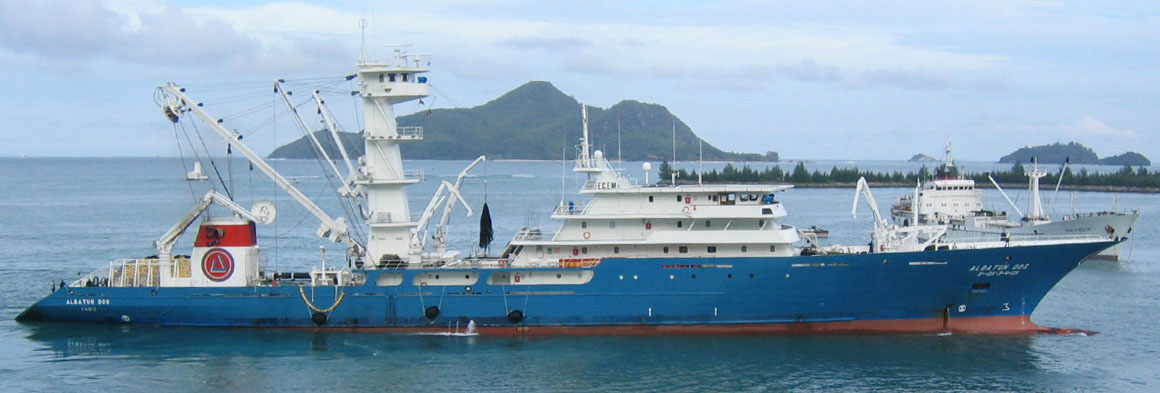
セイシェル諸島周辺で操業しているファクトリーマグロパーサーAlbatun Dos

巻き網漁船は、マグロなどの群れ魚を捕獲する伝統的な漁法を用いた漁船。大きな網を水面に浮かべて、魚の群れを囲むように設置する。網の底を閉め、魚が船側に来るまで網を引き上げる。そして、ほとんどの漁船は、ブライン（塩分を多く含んだ冷蔵水）を満たしたタンクに魚を移す。こうすることで、大量の魚を素早く凍らせることができる。漁期は20日から70日ほどで、漁の内容によって異なる。魚は冷蔵ブライン・タンクに入れられ、直接缶詰工場に荷揚げされるか、または運搬船に積み替えられ、缶詰工場に輸送されるため、巻き網漁船は漁場の近くに留まり、漁を続ける。70m以上の巻き網漁船はスーパーシイナーと呼ばれる。

### イカ釣り工船
イカ釣り漁船は、強力なライトでイカを誘い、何百もの別々のウインチから何千もの鉤型エギを「ジギング」する専門船である。日本や韓国の工船とその乗組員は、2年間連続して海を漁り、漁場で獲った魚を定期的に大型の冷凍船に移すこともある。

### 浮体式水産加工工場

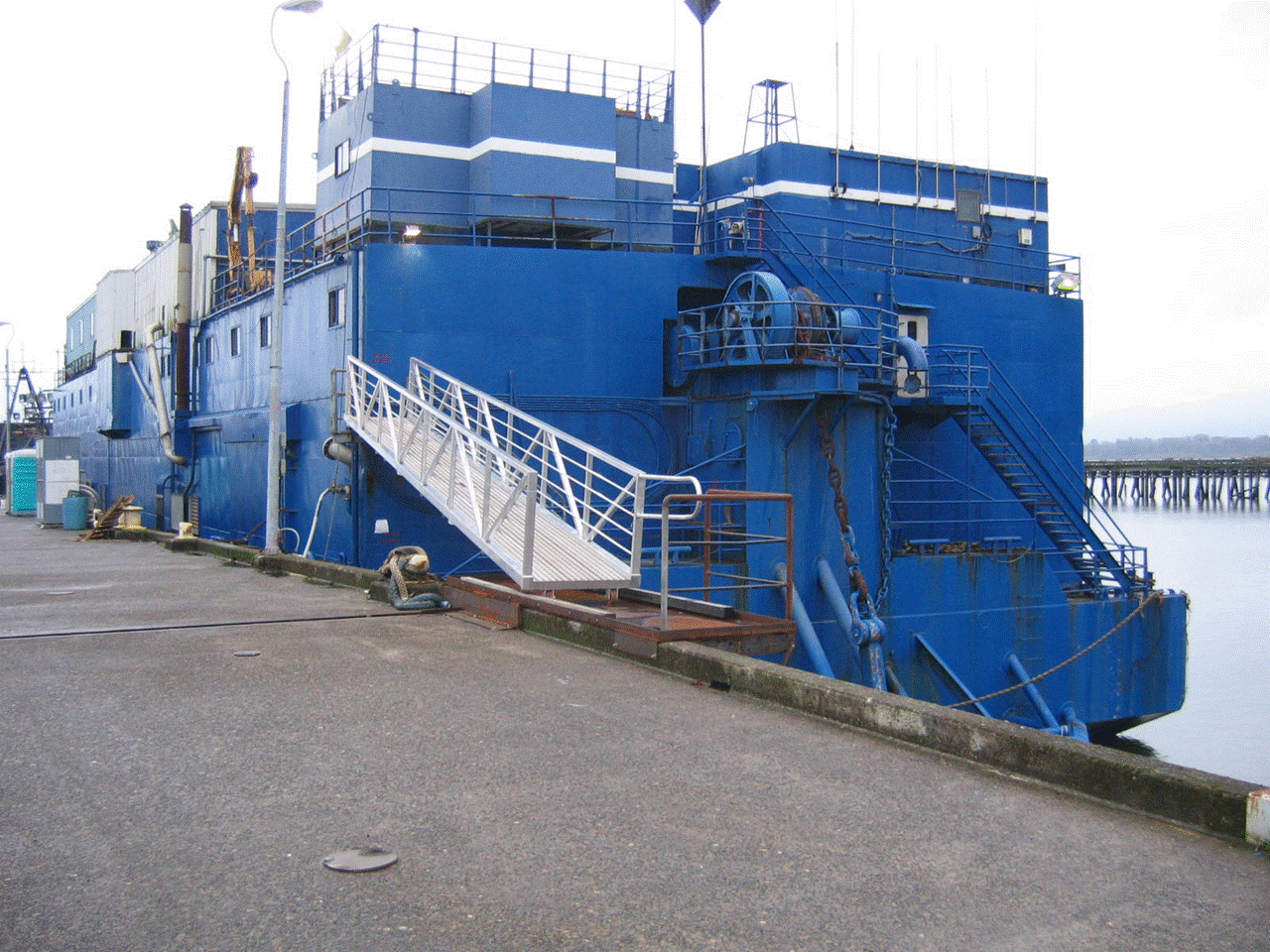
オレゴン州アストリアに停泊する浮体式水産加工工場アトランティス

商業漁船から漁獲物を受け取るために航行可能な水域を曳航することができる浮体式水産加工工場もある。このバージには、工場で働く人のための居住区が設けられていることが多い。 

### 捕鯨工船
MV日新丸（8,145トン）は、日本の捕鯨船団の母船であり、世界で唯一現存する捕鯨船工場船である。東京に本社を置く共同船舶株式会社が所有し、財団法人日本鯨類研究所と契約している。

### 蟹工船
蟹工船は日本で発明され実用化された船で1921年（大正10年）に和嶋貞二が商業化した。
夏場の漁期になると貨物船を改造した蟹工船と漁を行う川崎船が北方海域へ出て3か月から半年程度の期間活動していた。蟹工船は漁をしていない期間は通常の貨物船として運行しており、専用の船があったわけではない。蟹の缶詰は欧米への輸出商品として価値が高かったため、大正時代から昭和40年代まで多くの蟹工船が運航されていた。
ソビエトにおける蟹工船は日本からの技術移転によって始まった漁業コルホーズの一つだった。1928年に日本の蟹工船「大洋丸」を35万ルーブルで買い取り第一蟹工船«Первый краболов»へ改名して運用が始まってから20世紀の終わりまで運用されていた。蟹の缶詰だけを生産しているわけでは無いが、日本の蟹工船の技術移転によって始まった経緯からソビエトでは洋上工場全般を蟹工船(краболов)と呼んでいた。

### 鮪工船
ソビエトでは船内工場で鮪をシーチキンの缶詰に加工する工船を運用していた。6隻の小型船を搭載する母船式で1965年から1966年にかけて日立造船の向島造船所で5隻が作られソビエトで運用された。
5隻の鮪工船には光(Луч)を意味する船名がつけられていた。
1. Ленинский Луч　レニンスキー・ルーチ（レーニンの光）[6]
2. Красный Луч　クラースヌイ・ルーチ（赤い光）
3. Солнечный Луч　ソールニチヌイ・ルーチ（太陽の光）
4. Светлый Луч　スヴェートルイ・ルーチ（明るい光）
5. Яркий Луч　ヤールキイ・ルーチ（まばゆい光）

## 乱獲
商業水産加工船は、広範囲に魚を獲る方法によって、鳥、クジラ、イルカ、カメ、サメに影響を与える可能性がある。
周囲 2 キロメートルまでの網を備えた巾着網船は、サバ、ニシン、マグロなどの遠洋魚の群れ全体を取り囲むことができる。
2006年11月に『サイエンス』誌で発表された大規模な国際科学調査によると、世界の全漁業資源の約3分の1が崩壊しており（崩壊とは、最大観測資源量の10％未満に減少すること）、現在の傾向が続けば50年以内に世界の全漁業資源が崩壊するとのことだ。
FAO の State of World Fisheries and Aquaculture 2004 では、2003 年に、評価情報が入手可能な主な魚種資源または資源群のうち、「約4分の1が乱獲、枯渇、枯渇からの回復（それぞれ 16%、7%、1%）、再建を必要としている」と推定している。
乱獲の脅威は対象魚種だけにとどまらない。トロール船が網を埋めるためにますます深い海域に頼るようになり、シーラカンスのような繊細な深海の生態系とそこに生息する魚たちを脅かし始めている。 2003年5月15日付の『ネイチャー』誌では、商業漁業以前に比べ、大型捕食魚が10％残っていると推定している。しかし、多くの漁業専門家は、マグロの個体数に関しては、この主張は誇張されていると考えている。 
1950年（1800万トン）から1969年（5600万トン）までは毎年約5％ずつ、1969年以降は毎年8％ずつ生産量が増加している。今後も需要の増加が予想され、マリ・カルチャー・システムズは2002年、増加する地球人口に対応するためには、2010年までに水産物の生産量を1550万トン以上増やさなければならないと試算している。このため、養殖技術が人類のニーズに合わせて拡大しない限り、乱獲の問題はさらに深刻化することが予想される。
世界の自然の総漁獲量は、ほぼ30年間一定のまま。 
乱獲により魚の個体数が減少し、世界平均で大規模な商業漁業は政府の援助なしには経済的に成り立たないほどになっている。多くの国が漁船団に補助金を出しているが、これは長期的には持続不可能である。Oceanaによると、世界の漁船団は現在、海洋が持続的に生産できる量を捕獲するために必要な漁船の250パーセントにも達していると言われている。 